# Ematurga meinhardi
Ematurga meinhardi är en fjärilsart som beskrevs av Krulikovski 1908. Ematurga meinhardi ingår i släktet Ematurga och familjen mätare. Inga underarter finns listade i Catalogue of Life.